# Orde van de Ster van Karageorge
De Orde van de Ster van Karageorge (Servisch: Карађорђева звезда, Karađorđeva zvijezda (sa mačevima, bez mačeva)) was een ridderorde van het Koninkrijk Servië. De orde werd op 1 januari 1904 door Peter I Karađorđević gesticht en verving de Orde van Milos de Grote van de in 1903 verdreven dynastie der Obrenović.
Jarenlang was de Orde van de Witte Adelaar de voornaamste onderscheiding van Servië, maar in 1898 werd in het protocol vastgelegd dat de Orde van Milos de Grote voorrang kreeg boven de Orde van de Witte Adelaar. De Orde van de Ster van Karageorge nam in 1903 niet alleen de positie van de Orde van Milos de Grote over, ook de Orde van het Kruis van Takowo waarvan de naam aan de Obrenović herinnerde werd vervangen door deze nieuwe decoratie.
De voor "eminente burgerlijke en militaire verdienste" verleende onderscheiding kende vier graden en een verguld bronzen kruis voor onderofficieren. De Koning was Grootmeester en de Servische en later Joegoslavische koninklijke prinsen werden bij hun doop met het grootkruis gedecoreerd. In 1906 werden de statuten herzien, vanaf dat jaar konden ook buitenlanders met deze onderscheiding worden gedecoreerd.

In oorlogstijd werd de witte rand van het rode lint verwijderd en dappere militairen kregen sinds de Balkan oorlogen van 1912 de onderscheiding "met de zwaarden", aan een rood lint, toegekend. De hogere graden van de orde werden in deze militaire uitvoering gebruikt om succesvolle legeraanvoerders te onderscheiden. De onderscheiding werd in de Eerste Wereldoorlog aan tal van geallieerde militairen verleend en hangt als vaandeldecoratie aan het vaandel van het Franse 2° Régiment de Zouaves.
De op 17 mei 1945 in Londense ballingschap geboren Kroonprins Alexander van Joegoslavië noemt zich Grootmeester van de Orde van de Witte Adelaar. Hij noemt zijn grootmeesterschap van deze orde als eerste met voorrang op de andere oud-Joegoslavische orden.

De Joegoslavische republiek heeft de ridderorden van het Koninkrijk Servië in 1945 opgeheven en de koning afgezet. Het desondanks verlenen van deze orden kan worden gezien als het verlenen van een huisorde zoals dat een voormalig regerend koningsgeslacht volgens internationaal recht en gebruik is toegestaan.

## De graden
De onderscheidingen zijn van hoog naar laag:
- Grootkruis: Het ordeteken wordt aan een grootlint over de rechterschouder gedragen. Men draagt een ster op de linkerborst.
- Grootofficier: Het ordeteken wordt aan een lint om de hals gedragen. Men draagt een ster op de rechterborst.
- Commandeur: Het ordeteken wordt aan een halslint gedragen.
- Ridder: Het ordeteken wordt aan een lint op de linkerborst gedragen.
- Het Kruis van Verdienste in goud
- Het Kruis van Verdienste in zilver

De in 1915 ingestelde kruisen zijn gelijk aan het ridderkruis maar het emaille ontbreekt.

## De versierselen
Het kleinood is merkwaardigerwijs geen ster, de nieuwe koning koos voor een klassiek en sober vormgegeven onderscheiding in de vorm van een kruis met breed uitwaaierende armen met ronde uiteinden. Tussen de wit geëmailleerde armen zijn gouden stralen geplaatst. Op het centrale medaillon is aan de voorzijde een Servisch wapenschild op een blauwe achtergrond te zien en op de keerzijde een heraldische Servische adelaar met datzelfde wapenschild op een donkerrood fond. Op de witte ring op de voorzijde staat in het Servisch "ЗА ВЕРУ И СВОБОДУ 1804" oftewel "VOOR TOEVERTROUWEN EN VRIJHEID 1804" en op de achterkant staat op een blauwe ring "ПЕТАР I" wat voor "PETER I" staat, beide in gouden letters in het cyrillische schrift.
Als verhoging is een gouden beugelkroon naar West-Europees model gekozen.
De ster heeft zilveren stralen, deze zijn niet in de vorm van facetten geslepen. Op de ster is het kruis van de orde, maar zonder kroon, gelegd met de voorkant naar boven.
Er zijn verschillende juweliers bekend die Servische kleinoden en sterren hebben vervaardigd. In de eerste plaats was dat voor deze ridderorde de firma G.A.Scheid in Wenen. Ook in Parijs, Zwitserland, Sint Petersburg, Wenen en Belgrado werden de veel verleende onderscheidingen voor de Servische regering en voor particulieren die een tweede set onderscheidingen wilden bezitten vervaardigd.
De orde werd ook als miniatuur aan een klein lint of aan kettinkje op de revers van een rokkostuum gedragen.
In Servië was het gebruikelijk om de linten in Oostenrijkse stijl, dat wil zeggen in een driehoeksvorm over een metalen of kartonnen plaatje, op te maken.

## De gedecoreerden
Achttien geallieerde veldmaarschalken en generaals werden met het grootkruis onderscheiden. Wij noemen:
- Generaal Pershing
- Veldmaarschalk Earl Haig
- Maarschalk van Frankrijk Joffre
- Maarschalk van Frankrijk Sarrail
- Maarschalk van Frankrijk Petain
- Maarschalk van Frankrijk Franchet d'Esperey
- Maarschalk van Frankrijk Guillaumat
- Het 2° Régiment de Zouaves van het Franse leger
- De Italiaanse generaal Cadorna
- Lieutenant-generaal Honoré Drubbel uit België
- Koning Ferdinand I van Roemenië
- Koning Aleksandar I van Joegoslavië
- De Joegoslavische veldmaarschalken Mišić and Stepanović
- De stad Kragujevac(1942).

Recentelijk werd de Britse journalist Michael Lees tot Commandeur benoemd.

## Voetnoten
1. 1 2  Almanach de Gotha, 2001
2. ↑  De orde wordt "Jure sanguinis" verleend, zie
3. ↑  De firma Joualliers Bertrand&Cie.
4. ↑  Huguenin Frères&Co, medailleurs in Le Locle
5. ↑  De firma Rothe
6. ↑  De eerste kruisen en sterren werden door de Weense juwelier Gustav Adam Scheid gemaakt.De ontwerper is niet bekend. In 1914 namen Servische en Franse juweliers de fabricage over. De kleinoden van de firma Sorlini Varazdin in Belgrado munten volgens antiquairs niet uit in kwaliteit.

Orde van de Heilige Prins Lazarus · Orde van de Ster van Karageorge · Orde van Milos de Grote · Orde van de Witte Adelaar · Orde van het Kruis van Takawo · Orde van Sint-Sava · Orde van de Joegoslavische Kroon · Onderscheiding van Prinses Nathalie · Onderscheiding van Koningin Nathalie
Zie ook: Ridderorden in Servië · Ridderorden in Joegoslavië